# دیوید امبه
دیوید امبه (انگلیسی: David Embé؛ زادهٔ ۱۳ نوامبر ۱۹۷۳) بازیکن فوتبال اهل کامرون بود.
از باشگاه‌هایی که در آن بازی کرده‌است می‌توان به باشگاه فوتبال شانگهای گرینلند شنهوآ، باشگاه فوتبال چرنومورتس نووراسییسک، باشگاه فوتبال نیوانگلند رولوشن، باشگاه فوتبال لاریسا، و باشگاه فوتبال بلننسس اشاره کرد.
وی همچنین در تیم‌های ملی فوتبال کامرون بازی کرده‌است.